# 학맹
학맹(郝萌, ? ~ 196년 6월)은 중국 후한 말의 무장으로, 하내군 사람이다.

## 생애
여포(呂布)를 섬겼다.
건안(建安) 원년(196년) 6월 어느 날 한밤 중, 학맹은 여포에게 반기를 들어 여포의 치소가 있는 하비부를 급습했다. 여포는 고순(高順)에게로 달아났고, 고순이 병사를 거느리고 하비부로 들어와 화살을 쏘자 학맹 군은 달아나 날이 밝자 자신의 옛 진영에 이르렀다.
이때 자신의 부장 조성(曹性)이 배반하였고, 학맹은 조성을 부상시키지만 자신도 한쪽 팔을 잃고 결국 고순에게 죽었다.

## 《삼국지연의》에서의 학맹
여포 휘하 8건장 중 서열 제3위로 등장한다. 193년 복양 전투에서 등장해 조조(曹操)를 복양성 내로 끌어들려 공격하지만 놓치고 만다. 198년 하비 전투에서 여포가 조조에게 포위당하자 원술(袁術)에게 원군을 요청하는 사자 허사(許汜)와 왕해(王諧)를 호위한다.
가던 중 조조군의 포위망을 돌파하지만 돌아오던 중에는 유비(劉備)의 의형제 장비(張飛)에게 생포당해 조조에게로 넘겨져 처형당했다.

## 같이 보기
- 삼국지 인물 목록